# Skład rasowy
Skład rasowy – ilościowe proporcje typów rasowych w danej populacji. Charakteryzuje strukturę typologiczną danej populacji.
Antropologia polska wysunęła trzy propozycje obliczania składu rasowego. Były to:
- metoda prawa liczności typów antropologicznych J.Czekanowskiego
- metoda połówkowania I.Michalskiego
- metoda punktów odniesienia A.Wankego.

Najściślej i bezpośrednio związane z analizą typologiczną są wyniki otrzymywane za pomocą metody połówkowania.